# Catherine Cheatley
Catherine Cheatley (Catherine Sell de soltera) (Wanganui, Manawatu-Wanganui, 6 d'abril de 1983) és una ciclista neozelandesa, que combina el ciclisme en pista amb la ruta.

## Palmarès en pista
- 2004
  - Campiona d'Oceania en Puntuació
- 2005
  - Campiona d'Oceania en Scratch
- 2007
  -  Campiona de Nova Zelanda en Persecució

## Palmarès en ruta
- 2004
  -  Campiona de Nova Zelanda en ruta
- 2005
  - 1a a la Volta a Nova Zelanda
- 2006
  -  Campiona de Nova Zelanda en ruta
- 2007
  - Vencedora d'una etapa al Nature Valley Grand Prix
- 2008
  - 1a a la CSC Invitational
  - 1a a la Fitchburg Longsjo Classic i vencedora d'una etapa
- 2009
  - Vencedora d'una etapa al Tour de Vineyards
- 2010
  - 1a al USA Cycling National Racing Calendar
  - 1a al Tour de Toona
  - Vencedor d'una etapa a la Cascade Cycling Classic
- 2011
  -  Campiona de Nova Zelanda en ruta